# Haselstauden
Haselstauden (česky „Lískové keře“) je 4. a nejsevernější obvod (okres) západorakouského města Dornbirn ve spolkové zemi Vorarlbersko. Vznikl roku 1902 – tedy rok poté, co byl Dornbirn jmenován městem.
Na mimoregionální úrovni se Haselstauden obvykle označuje jako Dornbirn-Haselstauden. Tato městská část, několik století nazývaná Stiglingen, se pyšní více než 800 let dlouhou historií. Dnes je obvod primárně rezidenční oblastí, kde výrazně převažuje počet obyvatel nad počtem pracovních míst. V západní části obvodu však lze nalézt průmyslové stavby a je zde velká perspektivní stavební plocha pro obchodní a průmyslová sídla („Oblast služeb Sever" resp. „Oblast služeb Dornbirn Sever (tzv. Pfeller)"). V současné době žije v Haselstauden asi 5400 lidí (11 % z celkového počtu obyvatel Dornbirnu).

## Geografie

### Přehled
Haselstauden se nachází na severovýchodě městské oblasti Dornbirnu. Zatímco samotné centrum Haselstauden je s výškou 441 m n. m. na přibližně stejné úrovni jako centrum Dornbirnu, terén se dále zvedá směrem na východ, a tvoří tak přirozenou hranici osídlení. Nejvyšší bod obvodu se nachází poblíž vrcholu 944 m vysokého kopce Nackkopfs, v jehož blízkosti je také osada Oberfallenberg. Na východě obvodu, na místní hoře Haselstaudenu zvané Achrain, se nachází 14 obydlených parcel a velké plochy převážně nedotčeného lesa.
Centrální oblast Haselstauden je stejně hustě obydlená jako ostatní městské oblasti Dornbirnu, ale stále existují velké a topograficky podobné, souvisle neobydlené oblasti v severní části obvodu, jako např. zhruba 2 km2 rozlehlý „Pfeller“. Velký počet zelených ploch a stromů v centrální oblasti obvodu je však výjimečný i na poměry „zeleného“ Dornbirnu.
Na západě sousedí Haselstauden s obvodem Rohrbach, na jihu s obvodem Markt, na severu s obcí Schwarzach, na severovýchodě s obcí Alberschwende a na východě s obcí Schwarzenberg.

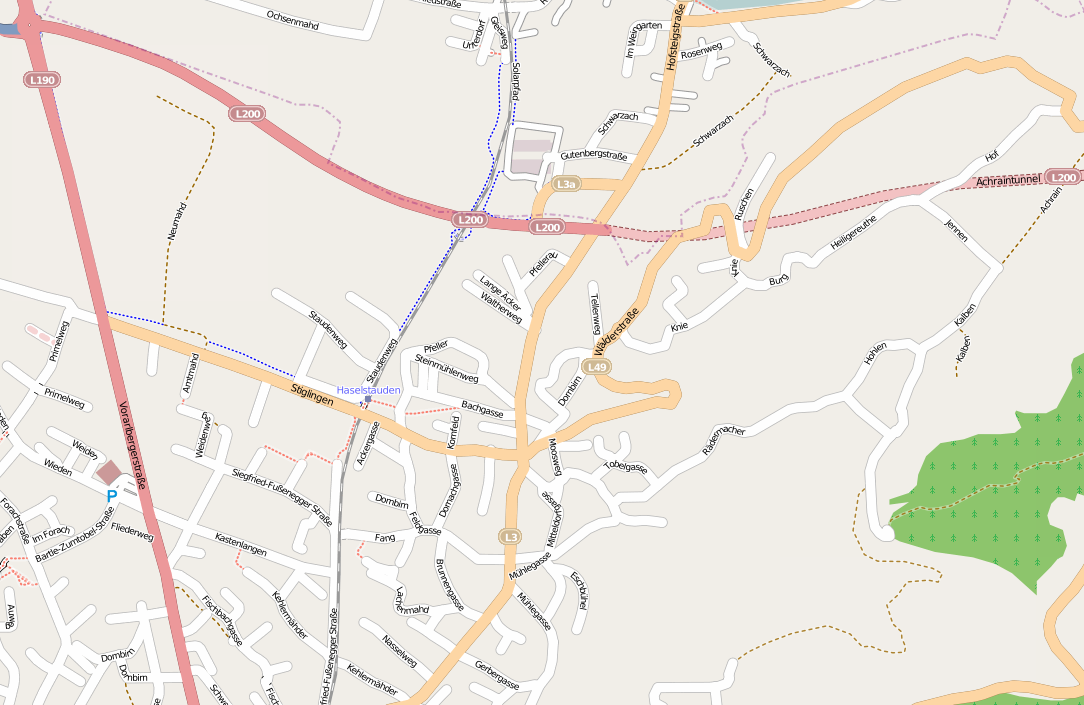
Ulice označené červeně – Schwefel na západě, Bregenzerwaldstraße na severu – představují hranice obvodu. Uprostřed obrázku probíhá od západu na východ Stiglingen, od severu k jihu Haselstauderstraße.

### Řeky a vodstvo

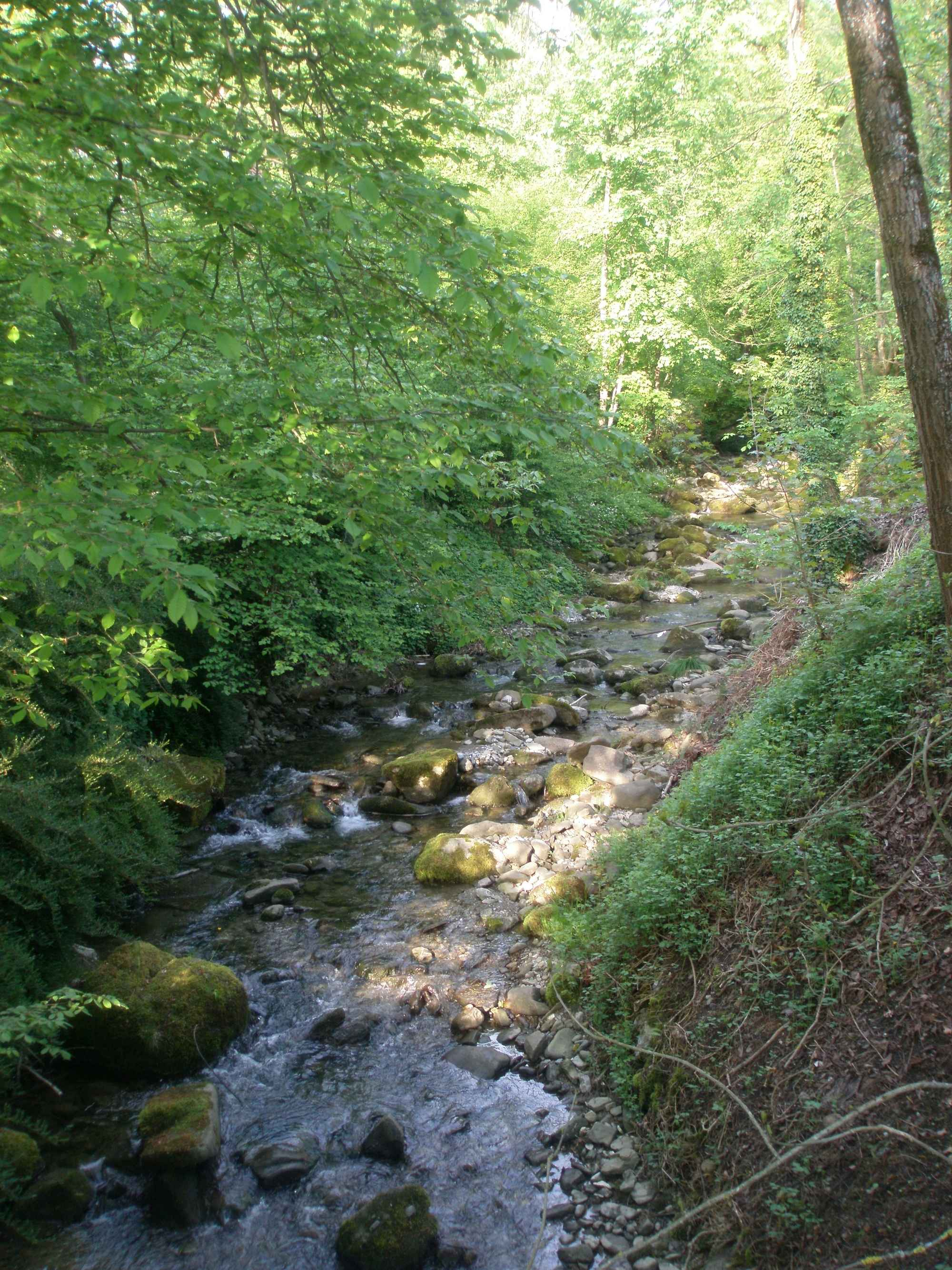
Potok Stiglbach

Nejdůležitějším vodním tokem Haselstauden je na ryby bohatý Stiglbach (občas také zvaný „Haselstauderbach" - viz kapitola „Historie"). Jeho přítoky pramení na východních kopcích, spojují se na východním okraji hlavní sídelní oblasti a následně protékají celým obvodem. Potok se vlévá do Fischbachu (obvod Rohrbach), který se sám vlévá do Dornbirner Ach. Stiglbach představuje jakousi „hranici osídlení“ na severu, protože oblast za hlavní ulicí Stiglingen je téměř neobydlena. Potok byl dříve využíván k činění kůže a výrobě energie. Dnes má jen poměrně malý význam a nejsou zde téměř žádné možnosti koupání nebo rekreace.
Další řeka pramení na parcele Stüben, a protéká Haselstauden jižně od Stiglbachu, dočasně tvoří hranici s obvodem Markt a nakonec se v těsné blízkosti Dornbirner Ach také vlévá do Fischbachu. V Haselstauden není žádné jezero a jen několik stojatých vodních ploch. Na tomto místě stojí za zmínku hasičská nádrž na parcele Heilgereuthe. Jedná se o poměrně malý, přehrazený rybník, který dříve sloužil hasičům jako zdroj vody na hašení.

### Obytné zástavby (tzv. parcely)
Haselstauden má 22 parcel (vorarlberský výraz pro obytnou zástavbu), tedy více než kterýkoli jiný obvod. Všechny parcely ve východní části obce jsou vysoko nad úrovní obvodního centra. Vesničky jsou také roztroušeny na ploše výrazně větší, než je hlavní sídelní oblast obvodu. Všechny osady jsou s hlavní oblastí i mezi sebou navzájem propojeny silniční sítí.
Nejdůležitější parcelou (největší a nejlidnatější) je Knie, ke které se lze dostat za pár minut po krátkém stoupání ze severu Haselstauden. Na západě osada hraničí se Schwarzachem. V Knie sídlila také vorarlberská SOS dětská vesnička. Většinu ostatních parcel tvoří pouze několik domácností. Základní škola, která byla zrekonstruována v 90. letech 20. století, sídlí na parcele Heilgereuthe východně od Knie. Sousední parcela Jennen, stejně jako parcela Winsau, mají vlastní kapli.

## Historie

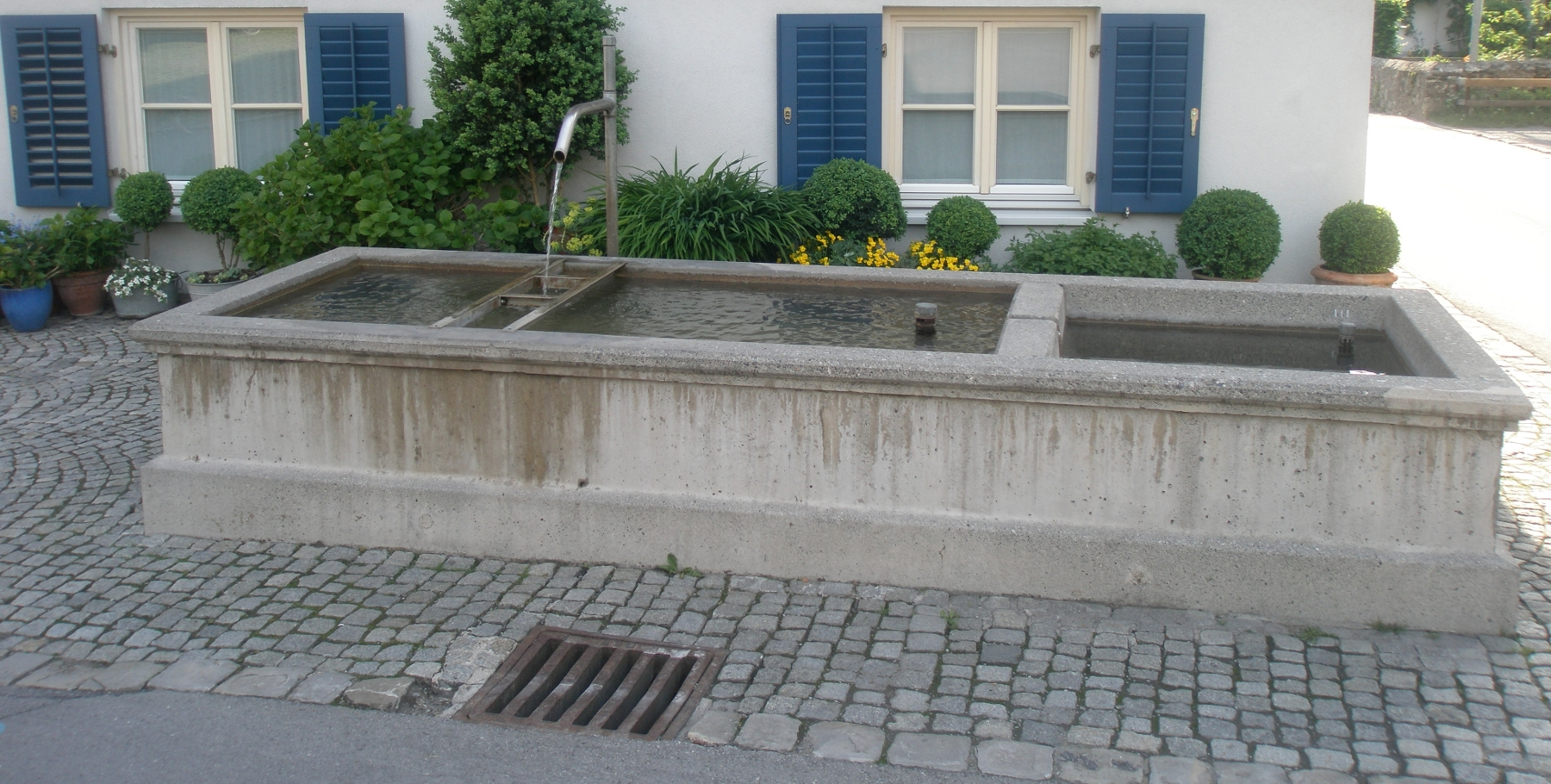
Vesnická kašna stojí uprostřed původní osady Haselstauden

### Nejstarší dějiny
Stará zemská cesta z Hohenemsu, tzv. Římska silnice (vedoucí přes Haslach, Mühlebach, Achmühle, Oberdorf, Steinebach a Kehlen) vedla odnepaměti také přes Haselstauden. Toto dopravní spojení bylo vždy částečně ohroženo padajícími kameny, zejména v okolí hory Breitenberg.
Nejstarší doložená zmínka o Haselstauden pochází ze 17. září 1249. Tehdejší papež Inocec IV. v jendné své listině hovořil o „Stiglingen“ vedle „Tornburon“ (Dornbirn) a „Kuun“ (dnešní parcela Knie), a měl tím na mysli obydlenou oblast podél Stiglbachu nedaleko dnešního centra Haselstauden. Název je pravděpodobně odvozen od slova Stiege, které se používá především v Rakousku a česky znamená Schody. Co se těmito schody míní, se však nepodařilo vyzkoumat. Je možné, že tím byl vzdán hold členitému toku potoka s místy velmi strmě se svažující hladinou. V rakouském úrokovém soupisu z roku 1431 byla naproti tomu severní část Dornbirnu popsána jako „Moos“.

### Novověk

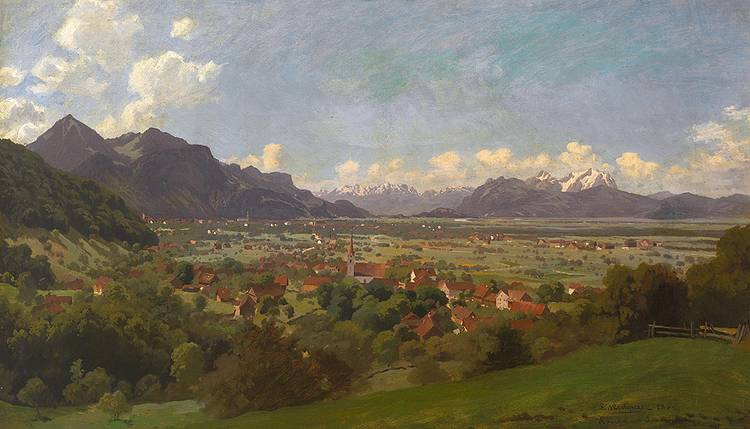
Obraz Paula Heitingera (1841–1920) z roku 1883. V centru vesnice stojí kostel Navštívení Panny Marie.

Asi o sto let později, v roce 1536, byl poprvé zaznamenán název Haselstauden. Jedna listina zmiňuje „Haselstauden ve Stiglingenu“. Na základě této formulace lze předpokládat, že Haselstauden byl v té době jen malou osadou poblíž Stiglingenu. Jak se tato osada postupem času rozrůstala, název Haselstauden byl převzat pro celou oblast. Po roce 1640 byl na křižovatce ulic Landstraße, Stiglingen, Bäumerstraße a Mitteldorfgasse postaven hostinec Zur Gams (U kamzíka), později nazvaný Grafenhaus, o něco později byla naproti postavena kaple. Tím došlo k přemístění dřívějšího centra obce (ulice Mitteldorfgasse/Mühlegasse) do blízkosti hostince a následně k výstavbě farního kostela Dornbirn-Haselstauden („Navštívení Panny Marie“) taktéž poblíž hostince v letech 1792/93, který se stal prvním katolickým farním kostelem v Dornbirnu a výrazně přispěl k významu malé vesnice.
V následujících desetiletích byl zaznamenán nárůst počtu obyvatel v důsledku zvyšující se emigrace obyvatel z přilehlých hor do údolí.

### Nejmladší dějiny
Dornbirn obdržel městská práva v roce 1901 a Haselstauden se v roce 1902 stal jeho čtvrtým obvodem; ostatními obvody byly Hatlerdorf, Oberdorf a Niederdorf (dnes „Markt“). Od té doby se počet obyvatel zhruba pětinásobně zvýšil. V roce 1994 byl z částí Haselstauden a Markt zřízen nový obvod Rohrbach a Haselstauden se tak musel vzdát i větší oblasti na jihovýchodě. To vyvolalo mezi obyvatelstvem velkou nevoli.

## Obyvatelstvo
V roce 2012 žilo v Haselstaudenu 5 409 lidí, což ho zařadilo před Oberdorf a za Schoren na páté a předposlední místo mezi obvody Dornbirnu.
Přibližně 800letá historie Haselstauden - většinou bez přímé vazby s jinými osadami Dornbirnu - způsobila, že obyvatelé obvodu mají i dnes poměrně silný pocit nezávislosti.
Obyvatelé Haselstauden se vtipně označují jako „Schotter“ (česky „štěrk“ či „suť“) a celý obvod odvozeně „Schottland“ (česky „Skotsko“). Tento termín není v žádném případě převzat z německého názvu Skotska. Spíše se předpokládá, že jméno pochází od kaplana Benedikta Schotta, který žil koncem 18. století v Haselstauden. Zejména v období masopustu na něj lidé rádi odkazují. Každý rok se například objevují místní masopustní noviny, kde toto jméno hraje prominentní roli.
Stejně jako ve zbytku Dornbirnu a Vorarlberska je obyvatelstvo Haselstauden převážně římskokatolické. Kromě katolické církve však existují i další křesťanské instituce (viz kapitola Náboženství) a také mešita pro muslimy.

## Kultura

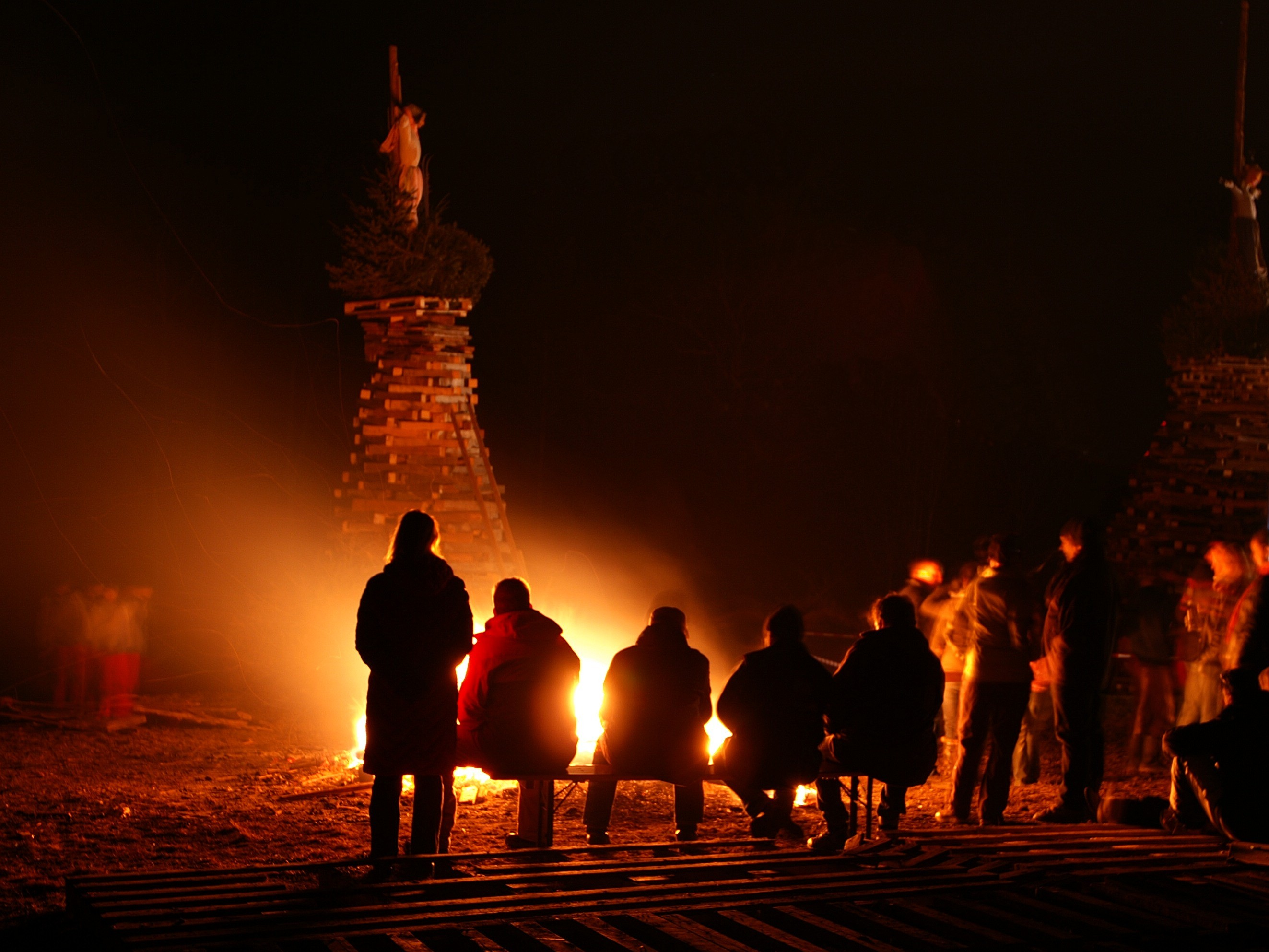
Tradice Funken slavená v Haselstauden

### Tradice
V období masopustu se také konají dvě akce, které každoročně přilákají několik tisíc návštěvníků. Masopustní průvod obyvatel Haselstauden patří vedle tradičního pálení ohňů „funken“ k největším v oblasti. Každý 1. květen, který je rakouským státní svátek práce, je v Haselstauden zároveň dnem dechové hudby. Hudebníci korzují ulicemi a hrají na dechové nástroje. V nepravidelných intervalech se také na fotbalovém hřišti konají „Stanové festivaly“, na kterých vystupují známí interpreti šlágrů a lidové hudby jak regionálního, tak celostátního významu.

### Sport
Nejstarší sportovní klub v Haselstauden je Dornbirner SV, založený v roce 1954. Klub v současné době hraje v páté třídě národní ligy. Na začátku 70. let krátce zastupoval ve druhé nejvyšší rakouské lize. Na přelomu tisíciletí byl sportovní klub několik let nejsilnějším fotbalovým klubem v Dornbirnu, i když postoupit do mezitím třetí regionální ligy již nedokázal. Vnitřní i venkovní zázemí tenisového klubu Haselstauden sousedí s dornbirnským sportovním areálem.
V rámci přestaveb na základní škole ve Winsau byl v roce 1993 založen sportovní klub Winsau, který pořádá především sportovní akce pro obyvatele haselstaudenských parcel.
Nejúspěšnější basketbalový klub ve Vorarlbersku, ABC Lions, hrál po určitou dobu své první divizní zápasy v hale střední školy Haselstauden. Klub nyní hraje převážně v hale na dornbirnském výstavišti.
Během Světové gymnaestrády v roce 2007, pořádané v Dornbirnu, byli účastníci z Nizozemska ubytováni na haselstaudenském sportovním hřišti.

## Infrastruktura

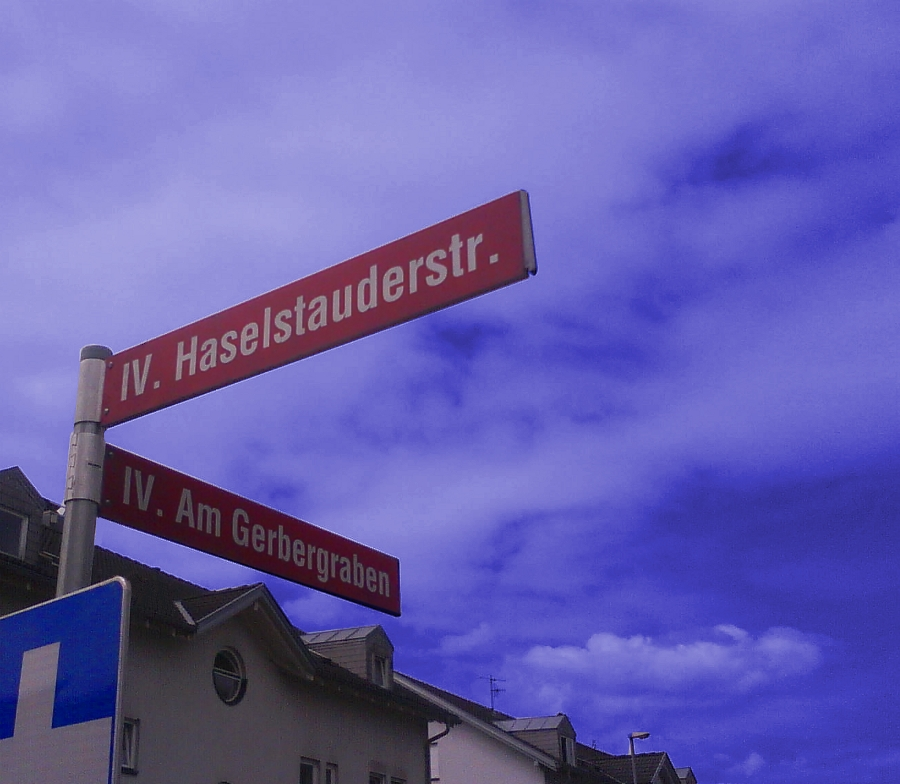
Stejně jako jinde v Dornbirnu je na všech ulicích Haselstaudenu zobrazeno identifikační číslo obvodu římskou číslicí.

### Doprava
Z hlediska dopravy je obvod ovlivněn třemi hlavními komunikacemi. Ty zároveň uzavírají hlavní sídelní jádro. Haselstauderstraße (L 3) spojuje čtvrť s centrem Dornbirnu, v obvodu Markt se ulice jmenuje Doktor-Anton-Schneider-Straße. Ulice Stiglingen – dříve součást Bregenzerwaldstraße – spojuje Haselstauden s dálničním sjezdem Dornbirn-Nord. Na západě obvodu je ulice Schwefel, která má zvláštní průmyslový význam (viz kapitola Ekonomika). Vzhledem k tomu, že dálniční sjezd Dornbirn-Nord spadá do obvodu Haselstauden, byla oblast zasažena hustým příměstským provozem, situace se však změnila otevřením Achrainského tunelu, který spojuje Bregenzský les s dálnicí. Na severovýchodě sídelní oblasti vede silnice číslo L 49 do obce Alberschwende.
Haselstauden má od roku 1884 vlakovou zastávku, kterou obsluhují vlaky vorarlberské S-Bahn. Poté, co byly u příležitosti Světové gymnaestrády v roce 2007 zrekonstruovány zastávky Dornbirn Hatlerdorf a Dornbirn Schoren a také hlavní dornbirnské nádraží, je zastávka Dornbirn Haselstauden jednou z mála ve Vorarlbersku, která je stále v původním stavu.
Nabídku veřejné dopravy dále doplňují městské a zemské autobusy. Oba dopravní systémy křižují Haselstauden po dvou linkách. Podle ředitele městské autobusové kanceláře v Dornbirnu je zastávka „Kirche Haselstauden“ jednou z nejvytíženějších zastávek v Dornbirnu s průměrem 2,34 nastupujících cestujících na 1 autobus.
V polovině května 2009 vyšlo najevo, že se plánuje radikální přestavba ulice Haselstauderstraße kolem centra Haselstauden. Zahájení stavebních prací se předpokládalo na jaře 2012, avšak nedošlo k němu ani do roku 2022.

### Ekonomika

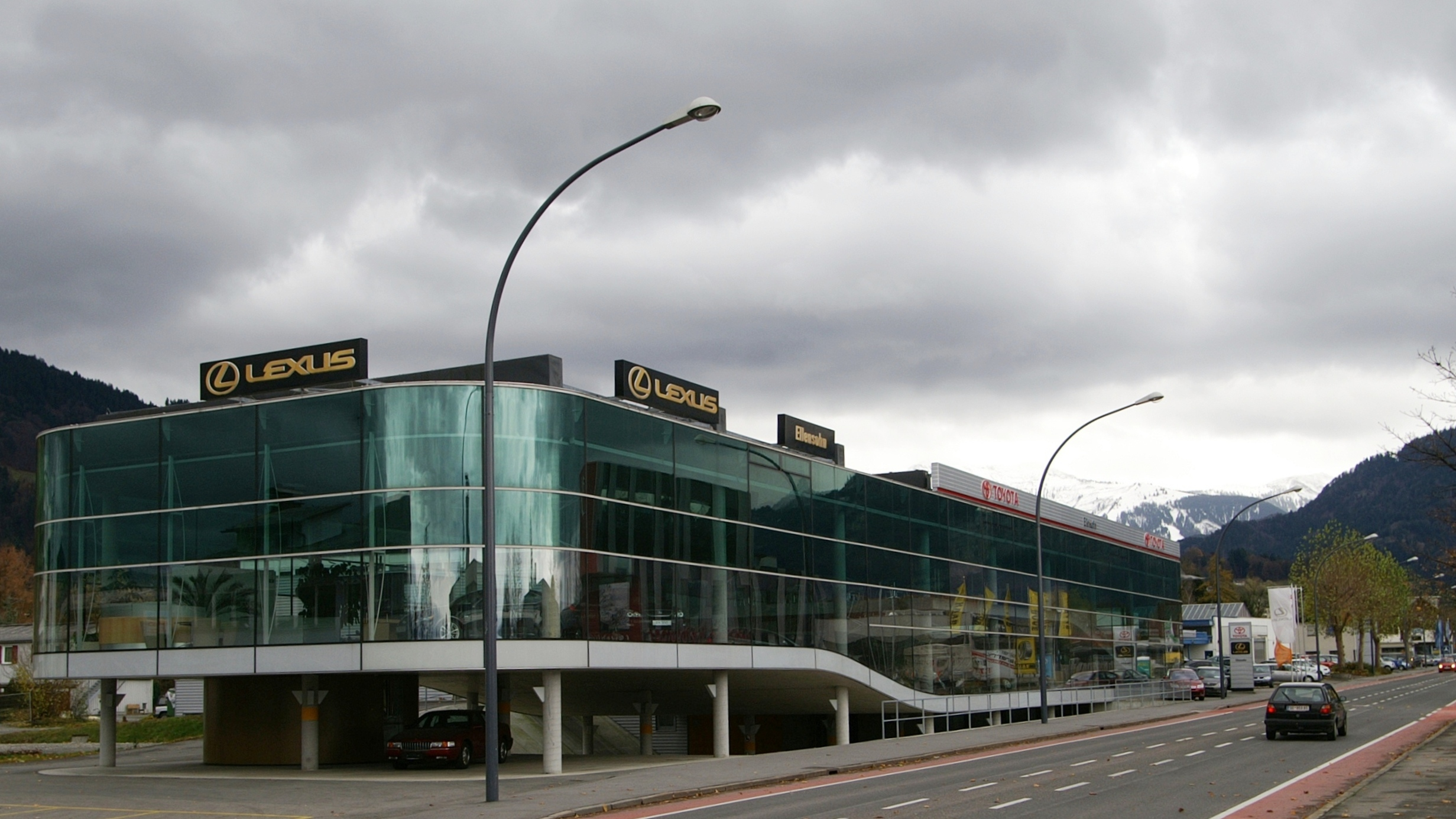
Autosalon v ulici Schwefel

Ve srovnání s ostatními obvody Dornbirnu má Haselstauden malý hospodářský význam. Vzhledem k tomu, že je zde více obyvatel než pracovních míst, lze Haselstauden popsat jako rezidenční čtvrť.
Podél Haselstauderstrasse jsou v podstatě pouze ekonomické objekty. Schwefel - část Vorarlberské silnice - představuje hranici s obvodem Rohrbach. Je to nejdůležitější obchodní ulice v Dornbirnu (zejména autosalony, čerpací stanice, velkoprodejny), a část této obchodní infrastruktury leží právě v Haselstauden. V neobydlené severní části obvodu, severně od Stiglbachu a západně od železniční tratě, se v současnosti zřizuje tzv. „Oblast služeb Pfeller", u které se v budoucnu očekává silný růst, protože je zde rychlé napojení na dálnici A14 a Bregenzský les přes nově postavenou silnici L200.
Místní gastronomický průmysl byl vždy obzvláště bohatý na tradiční pokrmy. Mnoho dělníků dojíždějících do Bregenzského lesa si pravidelně udělalo přestávku v jednom z četných hostinců v Haselstauden. Od počátku 20. století počet gastronomických zařízení neustále klesal, ale nyní je již několik let stabilní.

## Instituce

### Vzdělání
Nabídka vzdělávacích příležitostí zahrnuje dvě mateřské školy, tři základní školy, jednu střední školu a technickou školu pro ekonomická povolání. Teoreticky je tedy možné celou rakouskou vzdělávací cestu absolvovat pouze v Haselstauden.
Místní mateřská škola a ekonomická škola sídlí v bývalém klášteře redemptoristů. Budova již od roku 1915 slouží jako škola a sirotčinec. Přímo s bývalým klášterem sousedí základní škola Haselstauden, která byla postavena v roce 1792 a od té doby byla několikrát renovována a rozšiřována. Další dvě, mnohem menší základní školy jsou na parcelách Heilgereuthe a Winsau. Střední škola leží nedaleko od vlakového nádraží. V Haselstauden je také knihovna, kterou provozují dobrovolníci.
Kromě „obvyklých“ vzdělávacích institucí se v Haselstaudenu nachází také Vorarlberské zemské centrum pro sluchově postižené. V tamní školce a škole se tam učí děti z několika národů.

### Náboženství

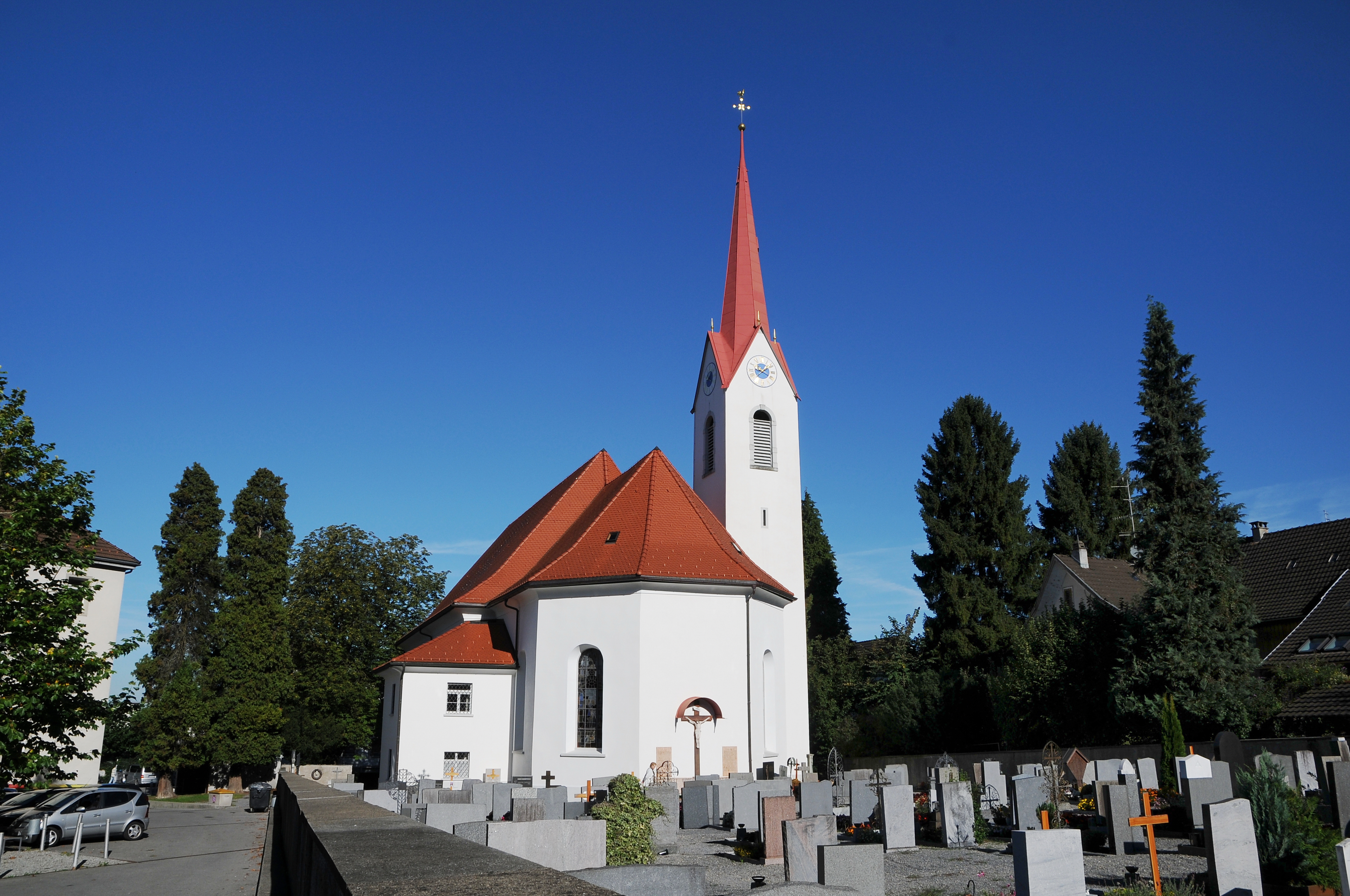
Farní kostel Navštívení Panny Marie v Haselstauden. V popředí hřbitov s kaplí. Uprostřed vlevo je bývalý klášter redemptoristů

Ve druhé polovině 17. století byla v Haselstauden postavena kaple a v roce 1792 bylo rozhodnuto o stavbě farního kostela. Ve škole se dětem vypráví pohádkový příběh o stavbě tohoto kostela Navštívení Panny Marie. Podlé této legendy měli občané Haselstauden krátce poté, co byly vyznačeny hranice pro stavbu kostela, posunout vyznačená patra směrem ven, tak aby byl kostel větší. Je však vyloučeno, že se tato událost skutečně stala. V roce 2004 prošel zchátralý kostel rozsáhlou rekonstrukcí, přičemž náklady nesla obec Dornbirn.
Přímo za kostelem se nachází haselstaudenský hřbitov, který slouží jako místo posledního odpočinku od doby, kdy byl kostel postaven. V roce 2007 byl dokončen urnový hřbitov. Fara se nachází v bezprostřední blízkosti kostela a mohou si ji pronajmout i soukromé osoby. Na parcelách Jennen a Winsau se také nachází dvě další kaple.
V roce 2008 byla dokončena stavba kostela pro svobodnou evangelickou obec. Budova je od té doby využívána pro bohoslužby a různé akce. Na hranici obvodů Haselstauden a Markt stojí Sál Království svědků Jehovových. U silnice B 190/Schwefel na západní hranici obvodu se také nachází AIF Dornbirn Mevlana, jedna ze čtyř mešit rakouského islámského sdružení v Dornbirnu.

### SOS dětská vesnička
Vorarlberská SOS dětská vesnička se nacházela na parcele Knie. Byla otevřena v roce 1966 jako devátá rakouská dětská vesnička z iniciativy Hermanna Gmeinera (1919–1986). Přijaty byly sociálně slabé děti z Vorarlberska, které vyrůstají až se čtyřmi „sourozenci“ s hostitelskou matkou. Vesnička měla vlastní mateřskou školu, která byla otevřena i všem ostatním dětem, zejména těm z parcely Knie. Po mateřské škole byly děti obvykle zapsány do základní školy v Haselstauden. Z důvodu nízké poptávky byla vesnička v roce 2012 uzavřena. V současné době je téměř celá dětská vesnička zbourána a většina pozemků prodána.

### Pošta

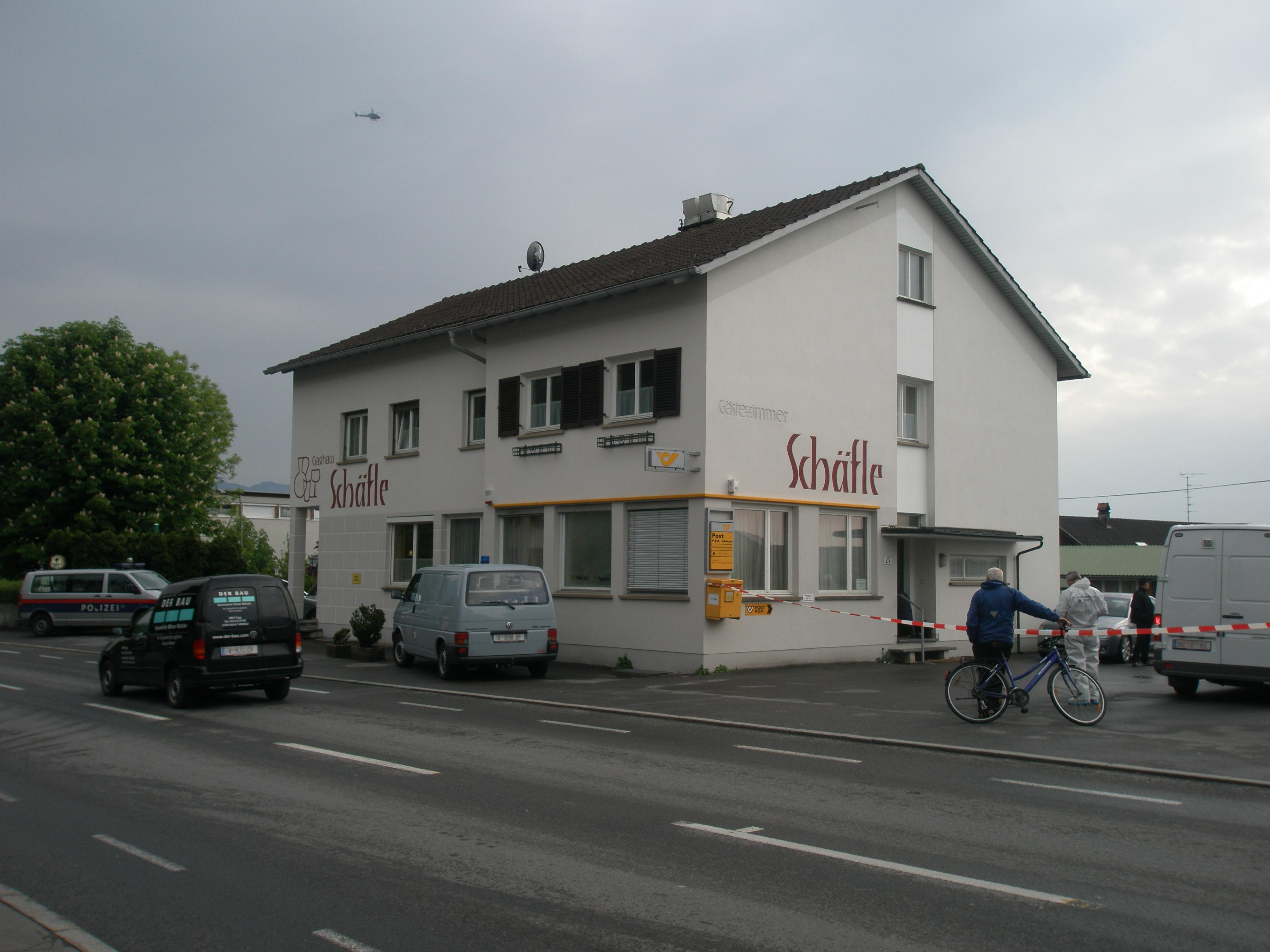
Pošta v Haselstauden hodinu po loupeži dne 4. května 2009; Vlevo nahoře je vidět policejní vrtulník

Nedaleko hlavní pošty v Dornbirnu se nachází také pošta na Haselstauderstrasse (PSČ 6857). Původně v objektu sídlil také „Hostinec Schäfle“, který nabízel ubytování. Poté, co byl hostinec uzavřen a po dlouhá léta prázdný, byla v roce 2008 obnovena vnější fasáda a prostory znovu otevřeny s novým vlastníkem.
Tato pošta se poprvé dostal do zpráv na přelomu tisíciletí, kdy dva muži vykradli pobočku a požadovali peníze. Pachatelé byli později nalezeni.
Když Rakouská pošta na jaře 2009 oznámila hromadné uzavírání pošt, vešlo ve známost, že má být uzavřena i pobočka Haselstauden. Po protestech obyvatel Dornbirnu, které byly nakonec předneseny na Dornbirnském občanském fóru, se koncem března oznámilo, že dojde pouze k prověření, zda má pobočka kladnou finanční bilanci. 4. května 2009 došlo k dalšímu ozbrojenému přepadení. Maskovaný muž přepadl poštu, ohrožoval přepážku nožem a požadoval hotovost. Poté, co úředník muži peníze vydal, pachatel uprchl. Přestože bylo okamžitě zahájeno pátrání, policisté kontrolovali okolní křižovatky a kolem oblasti několik hodin kroužil vrtulník, pachatele se dopadnout nepodařilo.

## Osobnosti
- Johannes Thurnher, rakouský podnikatel a politik, ve 2. polovině 19. století poslanec Říšské rady
- Armin Diem, rakouský dialektový básník
- Angelika Birck, německo-rakouská psychoterapeutka
- Friedrich Rafreider, rakouský národní fotbalový hráč
- Siegfried Fußenegger, zakladatel inatury
- Franz Pfanner, rakouský kněz, opat a misionář
- Christian Mähr, rakouský spisovatel